# Nokia X
Nokia X là điện thoại thông minh tầm trung phát triển bởi Nokia, công bố như một phần của Gia đình Nokia X mới vào 24 tháng 2 năm 2014. Nokia X chạy phiên bản sửa đổi của Android, gọi tắt là Phần mềm nền tảng Nokia X. Thiết bị được phát hành cùng ngày với ngày ra mắt, và mục tiêu của sản phẩm này là nhắm đến thị trường mới nổi.
X được phát triển dưới tên gọi là Normandy, Project N, Asha trên dự án Linux và MView.

## Ra mắt

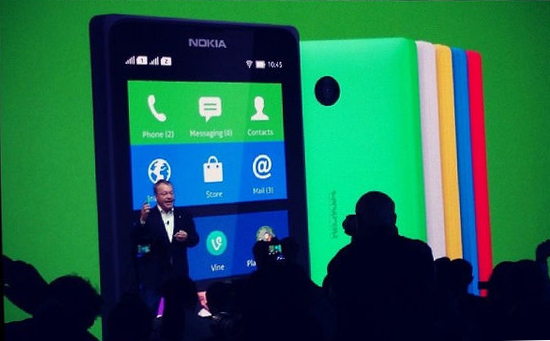
Stephen Elop ra mắt điện thoại tại MWC 2014

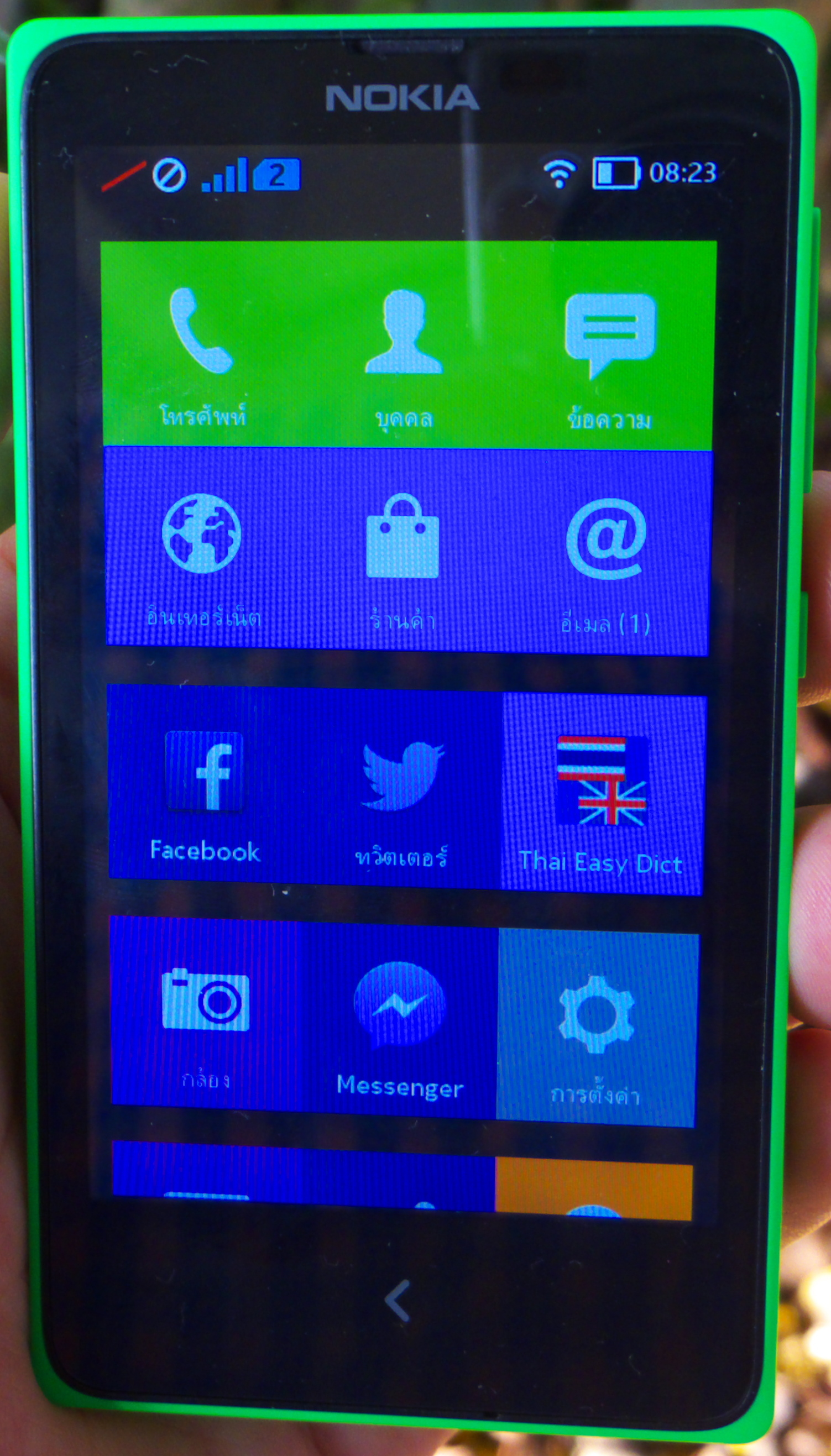
Màn hình chính

Điện thoại được ra mắt bởi Stephen Elop tại 2014 Mobile World Congress ở Barcelona. Trái ngược với bản rò rỉ trước, hai biến thể, Nokia X và Nokia X+ đã được phát hành, với Nokia X+ có RAM 256 MB, trái ngược với RAM  64 mb  như với thẻ nhớ microSD bao gồm trong hộp.
Một điện thoại thứ ba, Nokia XL, được công bố, với màn hình lớn, máy ảnh trước, flash, và thời lượng pin dài hơn.
Ngay sau khi phát hành, các lập trình viên đã root được thiết bị, và có thể cài thêm ứng dụng và dịch vụ của Google.

## Tình trạng sẵn có
Nokia chính thức phát hành Nokia X ở thị trường Ấn Độ với mức giá $140 (8599 đồng rupi Ấn Độ) vào 23 tháng 3 năm 2014. Airtel trong liên doanh với Nokia sẽ phát hành 'Nokia X' ở 17 quốc gia châu Phi từ giữa tháng 4 năm 2014. Ở Indonesia, Nokia X được phát hành với IDR 1,599,999 (USD 140).

## Liên kết
- Tư liệu liên quan tới Nokia X tại Wikimedia Commons
- Nokia X loạt các thiết bị Android